# Amanda Coetzer
Pour les articles homonymes, voir Coetzer.
Amanda Coetzer (née le 22 octobre 1971 à Hoopstad) est une joueuse de tennis sud-africaine, professionnelle entre 1988 et 2004.

## Carrière tennistique
Devenue professionnelle en 1988, Amanda Coetzer intègre le top 20 du classement mondial WTA en 1992 qu'elle ne quitte quasiment plus pendant dix ans. Bien que dotée d'un tout petit gabarit (158 cm pour 54 kg), elle se bâtit peu à peu une solide réputation de bagarreuse en battant régulièrement des joueuses mieux classées qu'elle.
Elle gagne son premier titre important en 1993 à l'occasion du Tournoi de Melbourne, avant de s'imposer à nouveau la même année aux Internationaux du Japon. En 1995, à l'Open du Canada, elle élimine trois joueuses du top 5 : Steffi Graf (numéro un), Jana Novotná (numéro 4) et Mary Pierce (numéro 5), avant de s'incliner en finale face à la revenante Monica Seles.
En 1996, à l'Open d'Australie, elle devient la troisième joueuse sud-africaine de l'ère open à atteindre les demi-finales d'un tournoi du Grand Chelem, après Annette Van Zyl (en 1968 à Roland Garros) et Yvonne Vermaak (en 1983 à Wimbledon).
1997 s'avère la meilleure saison de la carrière d'Amanda Coetzer. Elle joue d'abord les demi-finales de l'Open d'Australie pour la 2e fois consécutive, en éliminant la numéro un mondiale Steffi Graf au 4e tour. Elle bat encore Graf à Berlin (un seul jeu concédé en 56 minutes), puis une 3e fois à Roland-Garros en quarts de finale. Elle est, de fait, l'une des six joueuses à avoir triomphé de Steffi Graf trois fois au cours de la même saison et la seule, avec Martina Navrátilová en 1987, à l'avoir battue plus d'une fois la même année en Grand Chelem. À Leipzig, Coetzer sort Martina Hingis, devenue entre-temps la nouvelle numéro un. Elle décroche cette année-là deux titres en simple, à Budapest et Luxembourg, concluant sa saison au 4e rang mondial.
Durant sa carrière, Amanda Coetzer a remporté neuf tournois WTA en simple (le principal à Hilton Head en 1998) et neuf autres en double dames. Elle a participé à sept éditions de la Fed Cup et représenté son pays dans trois Olympiades (Barcelone, Atlanta, Sydney). En 2000, elle a enfin gagné la Coupe Hopman aux côtés de son compatriote Wayne Ferreira.
Elle a quitté le circuit professionnel en 2004. Elle est l'épouse du milliardaire israélien Arnon Milchan.

## Palmarès

### Titres en simple dames
| No | Date       | Nom et lieu du tournoi                      | Catégorie | Dotation  | Surface         | Finaliste          | Score         |          |
| -- | ---------- | ------------------------------------------- | --------- | --------- | --------------- | ------------------ | ------------- | -------- |
| 1  | 11/01/1993 | Sunsmart Victorian Open, Melbourne          | Tier IV   | 100 000 $ | Dur (ext.)      | Naoko Sawamatsu    | 6-2, 6-3      | Parcours |
| 2  | 20/09/1993 | Nichirei International Championships, Tokyo | Tier II   | 375 000 $ | Dur (ext.)      | Kimiko Date        | 6-3, 6-2      | Parcours |
| 3  | 09/05/1994 | BVV Open, Prague                            | Tier IV   | 100 000 $ | Terre (ext.)    | Åsa Svensson       | 6-1, 7-6      | Parcours |
| 4  | 21/04/1997 | Lotto Open, Budapest                        | Tier IV   | 107 500 $ | Terre (ext.)    | Sabine Appelmans   | 6-1, 6-3      | Parcours |
| 5  | 20/10/1997 | SEAT Open, Luxembourg                       | Tier III  | 164 250 $ | Moquette (int.) | Barbara Paulus     | 6-4, 3-6, 7-5 | Parcours |
| 6  | 30/03/1998 | Family Circle Mag. Cup, Hilton Head         | Tier I    | 926 250 $ | Terre (ext.)    | Irina Spîrlea      | 6-3, 6-4      | Parcours |
| 7  | 15/05/2000 | Mexx Sport Benelux Open, Anvers             | Tier IVa  | 140 000 $ | Terre (ext.)    | Cristina Torrens   | 4-6, 6-2, 6-3 | Parcours |
| 8  | 26/02/2001 | Abierto Mexicano Pegaso, Acapulco           | Tier III  | 170 000 $ | Terre (ext.)    | Elena Dementieva   | 2-6, 6-1, 6-2 | Parcours |
| 9  | 24/02/2003 | Abierto Mexicano Pegaso, Acapulco           | Tier III  | 170 000 $ | Terre (ext.)    | Mariana Díaz-Oliva | 7-5, 6-3      | Parcours |

### Finales en simple dames
| No | Date       | Nom et lieu du tournoi                     | Catégorie | Dotation    | Surface         | Vainqueure         | Score         |          |
| -- | ---------- | ------------------------------------------ | --------- | ----------- | --------------- | ------------------ | ------------- | -------- |
| 1  | 21/10/1991 | Puerto Rico Open, San Juan                 | Tier IV   | 150 000 $   | Dur (ext.)      | Julie Halard       | 7-5, 7-5      | Parcours |
| 2  | 22/02/1993 | Matrix Essentials Evert Cup, Indian Wells  | Tier II   | 375 000 $   | Dur (ext.)      | Mary Joe Fernández | 3-6, 6-1, 7-6 | Parcours |
| 3  | 21/02/1994 | The Evert Cup, Indian Wells                | Tier II   | 400 000 $   | Dur (ext.)      | Steffi Graf        | 6-0, 6-4      | Parcours |
| 4  | 14/08/1995 | du Maurier Lté Open, Toronto               | Tier I    | 806 250 $   | Dur (ext.)      | Monica Seles       | 6-0, 6-1      | Parcours |
| 5  | 16/10/1995 | Brighton International, Brighton           | Tier II   | 430 000 $   | Moquette (int.) | Mary Joe Fernández | 6-4, 7-5      | Parcours |
| 6  | 19/02/1996 | IGA Tennis Classic, Oklahoma City          | Tier III  | 164 250 $   | Dur (int.)      | Brenda Schultz     | 6-3, 6-2      | Parcours |
| 7  | 22/09/1997 | Sparkassen Cup International GP, Leipzig   | Tier II   | 450 000 $   | Moquette (int.) | Jana Novotná       | 6-2, 4-6, 6-3 | Parcours |
| 8  | 01/02/1999 | Toray Pan Pacific Open, Tokyo              | Tier I    | 1 000 000 $ | Moquette (int.) | Martina Hingis     | 6-2, 6-1      | Parcours |
| 9  | 22/02/1999 | IGA Superthrift Classic, Oklahoma City     | Tier III  | 180 000 $   | Dur (int.)      | Venus Williams     | 6-4, 6-0      | Parcours |
| 10 | 08/05/2000 | German Open, Berlin                        | Tier I    | 1 080 000 $ | Terre (ext.)    | Conchita Martínez  | 6-1, 6-2      | Parcours |
| 11 | 09/04/2001 | Bausch & Lomb Championships, Amelia Island | Tier II   | 565 000 $   | Terre (ext.)    | Amélie Mauresmo    | 6-4, 7-5      | Parcours |
| 12 | 17/02/2003 | Kroger St. Jude, Memphis                   | Tier III  | 170 000 $   | Dur (int.)      | Lisa Raymond       | 6-3, 6-2      | Parcours |

### Titres en double dames
| No | Date       | Nom et lieu du tournoi                    | Catégorie | Dotation  | Surface      | Partenaire         | Finalistes                       | Score          |          |
| -- | ---------- | ----------------------------------------- | --------- | --------- | ------------ | ------------------ | -------------------------------- | -------------- | -------- |
| 1  | 27/04/1992 | Ilva Trophy Tarente                       | Tier V    | 100 000 $ | Terre (ext.) | Inés Gorrochategui | Rachel McQuillan Radka Zrubáková | 4-6, 6-3, 7-6  | Parcours |
| 2  | 26/10/1992 | Puerto Rico Open San Juan                 | Tier IV   | 150 000 $ | Dur (ext.)   | Elna Reinach       | Gigi Fernández Kathy Rinaldi     | 6-2, 4-6, 6-2  | Parcours |
| 3  | 09/05/1994 | BVV Open Prague                           | Tier IV   | 100 000 $ | Terre (ext.) | Linda Wild         | Kristie Boogert Laura Golarsa    | 6-4, 3-6, 6-2  | Parcours |
| 4  | 03/04/1995 | Bausch & Lomb Championships Amelia Island | Tier II   | 430 000 $ | Terre (ext.) | Inés Gorrochategui | Nicole Arendt Manon Bollegraf    | 6-2, 3-6, 6-2  | Parcours |
| 5  | 15/05/1995 | German Open Berlin                        | Tier I    | 806 250 $ | Terre (ext.) | Inés Gorrochategui | Larisa Neiland Gabriela Sabatini | 4-6, 7-6, 6-2  | Parcours |
| 6  | 16/09/1996 | Nichirei International Open Tokyo         | Tier II   | 450 000 $ | Dur (ext.)   | Mary Pierce        | Park Sung-hee Wang Shi-Ting      | 6-3, 7-6       | Parcours |
| 7  | 21/04/1997 | Lotto Open Budapest                       | Tier IV   | 107 500 $ | Terre (ext.) | Alexandra Fusai    | Eva Martincová Elena Wagner      | 6-3, 6-1       | Parcours |
| 8  | 19/02/2001 | IGA US Indoors Oklahoma City              | Tier III  | 170 000 $ | Dur (int.)   | Lori McNeil        | Janet Lee Wynne Prakusya         | 6-3, 2-6, 6-0  | Parcours |
| 9  | 10/09/2001 | Brasil Open Bahia                         | Tier II   | 625 000 $ | Dur (ext.)   | Lori McNeil        | Nicole Arendt Patricia Tarabini  | 6-78, 6-2, 6-4 | Parcours |

### Finales en double dames
| No | Date       | Nom et lieu du tournoi                     | Catégorie | Dotation    | Surface         | Vainqueures                          | Partenaire         | Score          |          |
| -- | ---------- | ------------------------------------------ | --------- | ----------- | --------------- | ------------------------------------ | ------------------ | -------------- | -------- |
| 1  | 06/07/1992 | Citroen Cup Austrian Open Kitzbühel        | Tier IV   | 150 000 $   | Terre (ext.)    | Florencia Labat Alexia Dechaume      | Wiltrud Probst     | 6-3, 6-3       | Parcours |
| 2  | 28/09/1992 | P&G Open Taïwan                            | Tier IV   | 100 000 $   | Dur (ext.)      | Jo-Anne Faull Julie Richardson       | Cammy MacGregor    | 3-6, 6-3, 6-2  | Parcours |
| 3  | 05/04/1993 | Bausch & Lomb Championships Amelia Island  | Tier II   | 375 000 $   | Terre (ext.)    | Manuela Maleeva Leila Meskhi         | Inés Gorrochategui | 3-6, 6-3, 6-4  | Parcours |
| 4  | 30/08/1993 | US Open Flushing Meadows                   | G. Chelem | 3 967 250 $ | Dur (ext.)      | Arantxa Sánchez Helena Suková        | Inés Gorrochategui | 6-4, 6-2       | Parcours |
| 5  | 20/09/1993 | Nichirei International Championships Tokyo | Tier II   | 375 000 $   | Dur (ext.)      | Lisa Raymond Chanda Rubin            | Linda Wild         | 6-4, 6-1       | Parcours |
| 6  | 01/11/1993 | Bank of the West Classic Oakland           | Tier II   | 375 000 $   | Moquette (int.) | Patty Fendick Meredith McGrath       | Inés Gorrochategui | 6-2, 6-0       | Parcours |
| 7  | 04/04/1994 | Bausch & Lomb Championships Amelia Island  | Tier II   | 400 000 $   | Terre (ext.)    | Arantxa Sánchez Larisa Neiland       | Inés Gorrochategui | 6-2, 6-7, 6-4  | Parcours |
| 8  | 18/09/1995 | Nichirei International Championships Tokyo | Tier II   | 430 000 $   | Dur (ext.)      | Lindsay Davenport Mary Joe Fernández | Linda Wild         | 6-3, 6-2       | Parcours |
| 9  | 04/05/1998 | Italian Open Rome                          | Tier I    | 926 250 $   | Terre (ext.)    | Virginia Ruano Pascual Paola Suárez  | Arantxa Sánchez    | 7-6, 6-4       | Parcours |
| 10 | 22/02/1999 | IGA Superthrift Classic Oklahoma City      | Tier III  | 180 000 $   | Dur (int.)      | Lisa Raymond Rennae Stubbs           | Jessica Steck      | 6-3, 6-4       | Parcours |
| 11 | 27/04/1999 | Betty Barclay Cup Hambourg                 | Tier II   | 520 000 $   | Terre (ext.)    | Larisa Neiland Arantxa Sánchez       | Jana Novotná       | 6-2, 6-1       | Parcours |
| 12 | 20/09/1999 | Toyota Princess Cup Tokyo                  | Tier II   | 520 000 $   | Dur (ext.)      | Conchita Martínez Patricia Tarabini  | Jelena Dokić       | 6-7, 6-4, 6-2  | Parcours |
| 13 | 08/05/2000 | German Open Berlin                         | Tier I    | 1 080 000 $ | Terre (ext.)    | Conchita Martínez Arantxa Sánchez    | Corina Morariu     | 3-6, 6-2, 7-67 | Parcours |
| 14 | 21/05/2001 | Internationaux de Strasbourg Strasbourg    | Tier III  | 170 000 $   | Terre (ext.)    | Silvia Farina Iroda Tulyaganova      | Lori McNeil        | 6-1, 7-60      | Parcours |

### Titre en double mixte
| No | Date       | Nom et lieu du tournoi       | Catégorie | Dotation    | Surface    | Partenaire     | Finalistes                              | Score        |          |
| -- | ---------- | ---------------------------- | --------- | ----------- | ---------- | -------------- | --------------------------------------- | ------------ | -------- |
| 1  | 01/01/2000 | Hyundai Hopman Cup XII Perth | ITF       | 900 000 AU$ | Dur (int.) | Wayne Ferreira | Tamarine Tanasugarn Paradorn Srichaphan | 3 matchs à 0 | Parcours |

### Finale en double mixte
| No | Date       | Nom et lieu du tournoi      | Catégorie | Dotation    | Surface    | Vainqueures                   | Partenaire     | Score        |          |
| -- | ---------- | --------------------------- | --------- | ----------- | ---------- | ----------------------------- | -------------- | ------------ | -------- |
| 1  | 29/12/1996 | Hyundai Hopman Cup IX Perth | ITF       | 800 000 AU$ | Dur (int.) | Chanda Rubin Justin Gimelstob | Wayne Ferreira | 2 matchs à 1 | Parcours |

## Parcours en Grand Chelem

### En simple dames
| Année | Open d'Australie | Open d'Australie   | Internationaux de France | Internationaux de France | Wimbledon                                        | Wimbledon                                       | US Open         | US Open           |
| ----- | ---------------- | ------------------ | ------------------------ | ------------------------ | ------------------------------------------------ | ----------------------------------------------- | --------------- | ----------------- |
| 1988  | —                | —                  | —                        | —                        | Q3 \|\| style="text-align:left" \| Sandy Collins | Q1 \|\| style="text-align:left" \| M.C. Calleja |                 |                   |
| 1989  | -                | -                  | 4e tour (1/8)            | Arantxa Sánchez          | 1er tour (1/64)                                  | Katrina Adams                                   | 1er tour (1/64) | Gigi Fernández    |
| 1990  | -                | -                  | 1er tour (1/64)          | Susan Sloane             | 2e tour (1/32)                                   | Lori McNeil                                     | 1er tour (1/64) | Helen Kelesi      |
| 1991  | -                | -                  | 2e tour (1/32)           | Sabine Appelmans         | 2e tour (1/32)                                   | Arantxa Sánchez                                 | 1er tour (1/64) | Julie Halard      |
| 1992  | -                | -                  | 3e tour (1/16)           | Steffi Graf              | -                                                | -                                               | 3e tour (1/16)  | Florencia Labat   |
| 1993  | 1er tour (1/64)  | Zina Garrison      | 2e tour (1/32)           | Natasha Zvereva          | 2e tour (1/32)                                   | Shaun Stafford                                  | 3e tour (1/16)  | Lindsay Davenport |
| 1994  | 2e tour (1/32)   | Chanda Rubin       | 4e tour (1/8)            | Mary Pierce              | 4e tour (1/8)                                    | Larisa Neiland                                  | 1/4 de finale   | Steffi Graf       |
| 1995  | 3e tour (1/16)   | Mary Joe Fernández | 2e tour (1/32)           | Gabriela Sabatini        | 2e tour (1/32)                                   | Steffi Graf                                     | 1er tour (1/64) | Steffi Graf       |
| 1996  | 1/2 finale       | Anke Huber         | 4e tour (1/8)            | Conchita Martínez        | 2e tour (1/32)                                   | Meredith McGrath                                | 1/4 de finale   | Monica Seles      |
| 1997  | 1/2 finale       | Mary Pierce        | 1/2 finale               | Iva Majoli               | 2e tour (1/32)                                   | Patricia Hy                                     | 4e tour (1/8)   | Irina Spîrlea     |
| 1998  | 4e tour (1/8)    | Anke Huber         | 1er tour (1/64)          | Patty Schnyder           | 2e tour (1/32)                                   | Naoko Sawamatsu                                 | 1/4 de finale   | Lindsay Davenport |
| 1999  | 4e tour (1/8)    | Martina Hingis     | 1er tour (1/64)          | Ai Sugiyama              | 3e tour (1/16)                                   | Kim Clijsters                                   | 1er tour (1/64) | Irina Spîrlea     |
| 2000  | 2e tour (1/32)   | Kristina Brandi    | 3e tour (1/16)           | Rossana de los Ríos      | 2e tour (1/32)                                   | Lilia Osterloh                                  | 3e tour (1/16)  | Magüi Serna       |
| 2001  | 1/4 de finale    | Venus Williams     | 3e tour (1/16)           | Francesca Schiavone      | 3e tour (1/16)                                   | Meghann Shaughnessy                             | 1er tour (1/64) | Barbara Schwartz  |
| 2002  | 4e tour (1/8)    | Martina Hingis     | 1er tour (1/64)          | Martina Müller           | 2e tour (1/32)                                   | Elena Baltacha                                  | 3e tour (1/16)  | Martina Hingis    |
| 2003  | 4e tour (1/8)    | Kim Clijsters      | 1er tour (1/64)          | Katarina Srebotnik       | 2e tour (1/32)                                   | Francesca Schiavone                             | 3e tour (1/16)  | Nadia Petrova     |
| 2004  | 2e tour (1/32)   | Dinara Safina      | -                        | -                        | -                                                | -                                               | -               | -                 |

À droite du résultat, l’ultime adversaire.

### En double dames
| Année | Open d'Australie             | Open d'Australie          | Internationaux de France      | Internationaux de France   | Wimbledon                     | Wimbledon                  | US Open                       | US Open                   |
| ----- | ---------------------------- | ------------------------- | ----------------------------- | -------------------------- | ----------------------------- | -------------------------- | ----------------------------- | ------------------------- |
| 1989  | -                            | -                         | 1er tour (1/32) Kim Steinmetz | Bettina Fulco A. Villagrán | -                             | -                          | -                             | -                         |
| 1991  | -                            | -                         | 1er tour (1/32) C. Benjamin   | L. Ferrando Laura Golarsa  | -                             | -                          | -                             | -                         |
| 1992  | -                            | -                         | 2e tour (1/16) Gorrochategui  | R. Fairbank R. Reggi       | -                             | -                          | 1er tour (1/32) M. Maleeva    | G. Fernández N. Zvereva   |
| 1993  | 1er tour (1/32) Louise Field | L. Neiland Jana Novotná   | 1/2 finale Gorrochategui      | L. Neiland Jana Novotná    | 1er tour (1/32) Gorrochategui | Valda Lake Clare Wood      | Finale Gorrochategui          | A. Sánchez Helena Suková  |
| 1994  | 3e tour (1/8) Gorrochategui  | Patty Fendick M. McGrath  | 1/2 finale Gorrochategui      | L. Davenport Lisa Raymond  | -                             | -                          | 3e tour (1/8) Gorrochategui   | L. Neiland G. Sabatini    |
| 1995  | -                            | -                         | 1er tour (1/32) Gorrochategui | Amy Frazier Kimberly Po    | 2e tour (1/16) Gorrochategui  | Radka Bobková M. Koutstaal | 1er tour (1/32) Gorrochategui | R. McQuillan C. Porwik    |
| 1996  | 3e tour (1/8) M. de Swardt   | G. Fernández N. Zvereva   | 2e tour (1/16) B. Schultz     | Olga Lugina E. Pampoulova  | 2e tour (1/16) Gorrochategui  | L. Davenport MJ Fernández  | 2e tour (1/16) Gorrochategui  | Yayuk Basuki Caroline Vis |
| 1997  | 1er tour (1/32) Mary Pierce  | G. Fernández A. Sánchez   | 2e tour (1/16) Mary Pierce    | C. Martínez P. Tarabini    | 1er tour (1/32) Mary Pierce   | N. Tauziat Linda Wild      | 2e tour (1/16) Mary Pierce    | M. Hingis A. Sánchez      |
| 1998  | 3e tour (1/8) Anke Huber     | C. Martínez P. Tarabini   | -                             | -                          | 3e tour (1/8) S. Testud       | Silvia Farina L. Montalvo  | 1er tour (1/32) Anke Huber    | N. Kijimuta Nana Miyagi   |
| 1999  | 2e tour (1/16) Jessica Steck | S. Appelmans M. Oremans   | 1er tour (1/32) Gorrochategui | S. Williams V. Williams    | 2e tour (1/16) Gorrochategui  | Jana Novotná N. Zvereva    | 2e tour (1/16) Gorrochategui  | S. Williams V. Williams   |
| 2000  | 3e tour (1/8) Likhovtseva    | Julie Halard Ai Sugiyama  | 1er tour (1/32) Lori McNeil   | Cara Black I. Selyutina    | 2e tour (1/16) Lori McNeil    | K. Boogert M. Oremans      | 3e tour (1/8) Lori McNeil     | Chanda Rubin S. Testud    |
| 2001  | -                            | -                         | 1er tour (1/32) Lori McNeil   | D. Hantuchová H. Nagyová   | 3e tour (1/8) Lori McNeil     | Lisa Raymond Rennae Stubbs | 2e tour (1/16) Lori McNeil    | Dája Bedáňová M. Salerni  |
| 2002  | 1/4 de finale Lori McNeil    | C. Martínez Magüi Serna   | 2e tour (1/16) Lori McNeil    | Rita Grande P. Schnyder    | 2e tour (1/16) Lori McNeil    | L. Montalvo E. Tatarkova   | 1er tour (1/32) Lori McNeil   | A. Augustus J. Russell    |
| 2003  | 2e tour (1/16) Jessica Steck | Kim Clijsters Ai Sugiyama | 1er tour (1/32) Jessica Steck | V. Ruano Paola Suárez      | -                             | -                          | -                             | -                         |

Sous le résultat, la partenaire ; à droite, l’ultime équipe adverse.

### En double mixte
| Année | Open d'Australie              | Open d'Australie           | Internationaux de France   | Internationaux de France  | Wimbledon                   | Wimbledon                  | US Open                       | US Open                   |
| ----- | ----------------------------- | -------------------------- | -------------------------- | ------------------------- | --------------------------- | -------------------------- | ----------------------------- | ------------------------- |
| 1992  | -                             | -                          | -                          | -                         | -                           | -                          | 2e tour (1/8) David Adams     | Elna Reinach P. Galbraith |
| 1993  | 1er tour (1/16) Stefan Kruger | S. Rehe Danie Visser       | 2e tour (1/16) M. Ondruska | Debbie Graham Van Emburgh | 3e tour (1/8) Stefan Kruger | Kathy Rinaldi P. Galbraith | 2e tour (1/8) Stefan Kruger   | C. Martínez Sergio Casal  |
| 1994  | 1er tour (1/16) J. de Jager   | G. Fernández Cyril Suk     | 1/4 de finale Lan Bale     | M. McGrath S. Melville    | 3e tour (1/8) Lan Bale      | M. McGrath M. Woodforde    | -                             | -                         |
| 1995  | 2e tour (1/8) Lan Bale        | L. Davenport Grant Connell | 2e tour (1/16) Lan Bale    | Yayuk Basuki Kenny Thorne | -                           | -                          | -                             | -                         |
| 1999  | 1er tour (1/16) Neil Broad    | Linda Wild David Roditi    | -                          | -                         | 1er tour (1/32) Neil Broad  | Lisa McShea Bob Bryan      | -                             | -                         |
| 2000  | 1er tour (1/16) Rick Leach    | N. Zvereva M. Woodforde    | -                          | -                         | 1/4 de finale Rick Leach    | Anke Huber Joshua Eagle    | -                             | -                         |
| 2001  | 2e tour (1/8) David Adams     | Shaughnessy Robbie Koenig  | -                          | -                         | 3e tour (1/8) Rick Leach    | Kimberly Po D. Johnson     | -                             | -                         |
| 2002  | -                             | -                          | -                          | -                         | 3e tour (1/8) Brian MacPhie | Kimberly Po D. Johnson     | 1er tour (1/16) Brian MacPhie | Cara Black Wayne Black    |

Sous le résultat, le partenaire ; à droite, l’ultime équipe adverse.

## Parcours aux Masters

### En simple dames
| # | Date       | Nom de l'édition                      | ($)       | Surface         | Résultat       | Ultime adversaire | Score         |          |
| - | ---------- | ------------------------------------- | --------- | --------------- | -------------- | ----------------- | ------------- | -------- |
| 1 | 15/11/1993 | Virginia Slims Championships New York | 3 708 500 | Moquette (int.) | 1/4 de finale  | Steffi Graf       | 6-1, 6-2      | Parcours |
| 2 | 14/11/1994 | Virginia Slims Championships New York | 3 500 000 | Moquette (int.) | 1er tour (1/8) | Mary Pierce       | 5-7, 6-3, 6-3 | Parcours |
| 3 | 13/11/1995 | WTA Tour Championships New York       | 2 000 000 | Moquette (int.) | 1er tour (1/8) | Steffi Graf       | 6-2, 6-2      | Parcours |
| 4 | 18/11/1996 | Chase Championships New York          | 2 000 000 | Moquette (int.) | 1er tour (1/8) | Jana Novotná      | 6-4, 6-1      | Parcours |
| 5 | 17/11/1997 | Chase Championships New York          | 2 000 000 | Moquette (int.) | 1er tour (1/8) | Nathalie Tauziat  | 6-3, 6-3      | Parcours |
| 6 | 16/11/1998 | Chase Championships New York          | 2 000 000 | Moquette (int.) | 1er tour (1/8) | Mary Pierce       | 6-1, 6-0      | Parcours |
| 7 | 15/11/1999 | Chase Championships New York          | 2 000 000 | Moquette (int.) | 1er tour (1/8) | Nathalie Tauziat  | 6-3, 7-6      | Parcours |
| 8 | 13/11/2000 | Chase Championships New York          | 2 000 000 | Moquette (int.) | 1/4 de finale  | Monica Seles      | 6-3, 6-4      | Parcours |
| 9 | 29/10/2001 | Sanex Championships Munich            | 3 000 000 | Dur (int.)      | 1er tour (1/8) | Lindsay Davenport | 6-3, 6-3      | Parcours |

### En double dames
| # | Date       | Nom de l'édition                      | ($)       | Surface         | Résultat      | Partenaire         | Ultimes adversaires           | Score         |          |
| - | ---------- | ------------------------------------- | --------- | --------------- | ------------- | ------------------ | ----------------------------- | ------------- | -------- |
| 1 | 15/11/1993 | Virginia Slims Championships New York | 3 708 500 | Moquette (int.) | 1/4 de finale | Inés Gorrochategui | Arantxa Sánchez Helena Suková | 6-3, 6-3      | Parcours |
| 2 | 29/10/2001 | Sanex Championships Munich            | 3 000 000 | Dur (int.)      | 1/4 de finale | Lori McNeil        | Kimberly Po Nathalie Tauziat  | 1-6, 6-3, 6-4 | Parcours |

## Parcours aux Jeux olympiques

### En simple dames
| # | Date       | Nom de l'olympiade             | Surface      | Résultat       | Ultime adversaire | Score         |          |
| - | ---------- | ------------------------------ | ------------ | -------------- | ----------------- | ------------- | -------- |
| 1 | 28/07/1992 | Olympic Tennis Event Barcelone | Terre (ext.) | 3e tour (1/8)  | Conchita Martínez | 6-4, 6-3      | Parcours |
| 2 | 23/07/1996 | Olympic Tennis Event Atlanta   | Dur (ext.)   | 2e tour (1/16) | Natasha Zvereva   | 6-1, 4-6, 6-2 | Parcours |
| 3 | 19/09/2000 | Olympic Tennis Event Sydney    | Dur (ext.)   | 1/4 de finale  | Jelena Dokić      | 6-1, 1-6, 6-1 | Parcours |

### En double dames
| # | Date       | Nom de l'olympiade           | Surface    | Résultat        | Partenaire        | Ultimes adversaires          | Score    |          |
| - | ---------- | ---------------------------- | ---------- | --------------- | ----------------- | ---------------------------- | -------- | -------- |
| 1 | 23/07/1996 | Olympic Tennis Event Atlanta | Dur (ext.) | 2e tour (1/8)   | Mariaan de Swardt | Valda Lake Clare Wood        | 7-5, 7-5 | Parcours |
| 2 | 19/09/2000 | Olympic Tennis Event Sydney  | Dur (ext.) | 1er tour (1/16) | Liezel Huber      | Petra Mandula Katalin Marosi | 6-4, 6-3 | Parcours |

## Parcours en Coupe de la Fédération
| #                                                                               | Date       | Lieu         | Surface      | Gagnante(s)                      | Perdante(s)                         | Score         |          |
|                                                                                 |            |              |              |                                  |                                     |               |          |
| 1992 - 1er tour (groupe mondial) - Canada - Afrique du Sud - 2 : 1              |            |              |              |                                  |                                     |               |          |
| 1                                                                               | 14/07/1992 | Francfort    | Terre (ext.) | Patricia Hy                      | Amanda Coetzer                      | 2-6, 6-2, 6-2 | Parcours |
|                                                                                 |            |              |              |                                  |                                     |               |          |
| 1992 - Barrage (groupe mondial I) - Afrique du Sud - Belgique - 2 : 1           |            |              |              |                                  |                                     |               |          |
| 2                                                                               | 16/07/1992 | Francfort    | Terre (ext.) | Sabine Appelmans                 | Amanda Coetzer                      | 6-3, 6-3      | Parcours |
|                                                                                 |            |              |              |                                  |                                     |               |          |
| 1992 - Barrage (groupe mondial I) - Mexique - Afrique du Sud - 0 : 3            |            |              |              |                                  |                                     |               |          |
| 3                                                                               | 17/07/1992 | Francfort    | Terre (ext.) | Amanda Coetzer                   | Angélica Gavaldón                   | 6-2, 6-1      | Parcours |
|                                                                                 |            |              |              |                                  |                                     |               |          |
| 1993 - 1er tour (groupe mondial) - Afrique du Sud - République tchèque - 1 : 2  |            |              |              |                                  |                                     |               |          |
| 4                                                                               | 19/07/1993 | Francfort    | Terre (ext.) | Jana Novotná                     | Amanda Coetzer                      | 6-1, 6-4      | Parcours |
| 4                                                                               | 19/07/1993 | Francfort    | Terre (ext.) | Amanda Coetzer Elna Reinach      | Andrea Strnadová Radka Zrubáková    | 7-5, 6-4      | Parcours |
|                                                                                 |            |              |              |                                  |                                     |               |          |
| 1993 - Barrage (groupe mondial I) - Afrique du Sud - Israël - 2 : 1             |            |              |              |                                  |                                     |               |          |
| 5                                                                               | 21/07/1993 | Francfort    | Terre (ext.) | Amanda Coetzer                   | Yael Segal                          | 6-3, 6-2      | Parcours |
| 5                                                                               | 21/07/1993 | Francfort    | Terre (ext.) | Amanda Coetzer Elna Reinach      | Yael Segal Limor Zaltz              | 6-3, 6-0      | Parcours |
|                                                                                 |            |              |              |                                  |                                     |               |          |
| 1995 - 1/4 de finale (groupe mondial) - France - Afrique du Sud - 3 : 2         |            |              |              |                                  |                                     |               |          |
| 6                                                                               | 21/04/1995 | Metz         | Terre (ext.) | Amanda Coetzer                   | Julie Halard                        | 6-2, 6-4      | Parcours |
| 6                                                                               | 21/04/1995 | Metz         | Terre (ext.) | Amanda Coetzer                   | Mary Pierce                         | 6-4, 6-3      | Parcours |
|                                                                                 |            |              |              |                                  |                                     |               |          |
| 1995 - Barrage (groupe mondial I) - Afrique du Sud - Bulgarie - 5 : 0           |            |              |              |                                  |                                     |               |          |
| 7                                                                               | 22/07/1995 | Bloemfontein | Dur (ext.)   | Amanda Coetzer                   | Pavlina Nola                        | 6-0, 6-1      | Parcours |
| 7                                                                               | 22/07/1995 | Bloemfontein | Dur (ext.)   | Amanda Coetzer                   | Lioubomira Batcheva                 | 6-2, 6-4      | Parcours |
| 7                                                                               | 22/07/1995 | Bloemfontein | Dur (ext.)   | Amanda Coetzer Elna Reinach      | Lioubomira Batcheva Dora Djilianova | 6-1, 6-4      | Parcours |
|                                                                                 |            |              |              |                                  |                                     |               |          |
| 1996 - 1/4 de finale (groupe mondial) - Espagne - Afrique du Sud - 3 : 2        |            |              |              |                                  |                                     |               |          |
| 8                                                                               | 27/04/1996 | Murcie       | Terre (ext.) | Conchita Martínez                | Amanda Coetzer                      | 7-5, 6-3      | Parcours |
| 8                                                                               | 27/04/1996 | Murcie       | Terre (ext.) | Amanda Coetzer                   | Arantxa Sánchez                     | 6-4, 6-1      | Parcours |
| 8                                                                               | 27/04/1996 | Murcie       | Terre (ext.) | Amanda Coetzer Mariaan de Swardt | Virginia Ruano M. A. Sánchez        | 6-4, 7-66     | Parcours |
|                                                                                 |            |              |              |                                  |                                     |               |          |
| 1996 - Barrage (groupe mondial I) - Afrique du Sud - Belgique - 1 : 4           |            |              |              |                                  |                                     |               |          |
| 9                                                                               | 13/07/1996 | Bloemfontein | Dur (ext.)   | Dominique Monami                 | Amanda Coetzer                      | 6-2, 6-3      | Parcours |
| 9                                                                               | 13/07/1996 | Bloemfontein | Dur (ext.)   | Sabine Appelmans                 | Amanda Coetzer                      | 6-3, 3-6, 6-0 | Parcours |
| 9                                                                               | 13/07/1996 | Bloemfontein | Dur (ext.)   | Laurence Courtois Nancy Feber    | Amanda Coetzer Mariaan de Swardt    | 6-2, 3-6, 6-0 | Parcours |
|                                                                                 |            |              |              |                                  |                                     |               |          |
| 1997 - 1/4 de finale (groupe mondial II) - Afrique du Sud - Australie - 2 : 3   |            |              |              |                                  |                                     |               |          |
| 10                                                                              | 01/03/1997 | Durban       | Dur (ext.)   | Rachel McQuillan                 | Amanda Coetzer                      | 6-3, 7-610    | Parcours |
| 10                                                                              | 01/03/1997 | Durban       | Dur (ext.)   | Amanda Coetzer                   | Annabel Ellwood                     | 1-6, 6-1, 6-0 | Parcours |
|                                                                                 |            |              |              |                                  |                                     |               |          |
| 1997 - Barrage (groupe mondial II) - Autriche - Afrique du Sud - 3 : 2          |            |              |              |                                  |                                     |               |          |
| 11                                                                              | 12/07/1997 | Pörtschach   | Terre (ext.) | Amanda Coetzer                   | Barbara Schett                      | 6-1, 7-65     | Parcours |
| 11                                                                              | 12/07/1997 | Pörtschach   | Terre (ext.) | Amanda Coetzer                   | Barbara Paulus                      | 6-2, 6-0      | Parcours |
| 11                                                                              | 12/07/1997 | Pörtschach   | Terre (ext.) | Barbara Schett Judith Wiesner    | Amanda Coetzer Jessica Steck        | 6-1, 6-4      | Parcours |
|                                                                                 |            |              |              |                                  |                                     |               |          |
| 2003 - Barrage (groupe mondial I) - Afrique du Sud - République tchèque - 1 : 4 |            |              |              |                                  |                                     |               |          |
| 12                                                                              | 19/07/2003 | Durban       | Dur (ext.)   | Amanda Coetzer                   | Barbora Strýcová                    | 3-6, 6-2, 6-2 | Parcours |
| 12                                                                              | 19/07/2003 | Durban       | Dur (ext.)   | Klára Koukalová                  | Amanda Coetzer                      | 6-4, 7-5      | Parcours |

## Classements WTA

### En simple
| Année | 1986 | 1987 | 1988 | 1989 | 1990 | 1991 | 1992 | 1993 | 1994 | 1995 | 1996 | 1997 | 1998 | 1999 | 2000 | 2001 | 2002 | 2003 | 2004 |
| Rang  | 191  | 442  | 157  | 63   | 76   | 67   | 17   | 15   | 18   | 19   | 14   | 4    | 17   | 11   | 11   | 19   | 21   | 25   | 280  |

Source : (en) « Classements de Amanda Coetzer », sur le site officiel du WTA Tour

### En double
| Année | 1986 | 1987 | 1988 | 1989 | 1990 | 1991 | 1992 | 1993 | 1994 | 1995 | 1996 | 1997 | 1998 | 1999 | 2000 | 2001 | 2002 | 2003 |
| Rang  | 399  | -    | 205  | 297  | -    | 156  | 27   | 20   | 25   | 30   | 36   | 31   | 35   | 29   | 27   | 17   | 71   | 138  |

Source : (en) « Classements de Amanda Coetzer », sur le site officiel du WTA Tour